# Dotto deferente

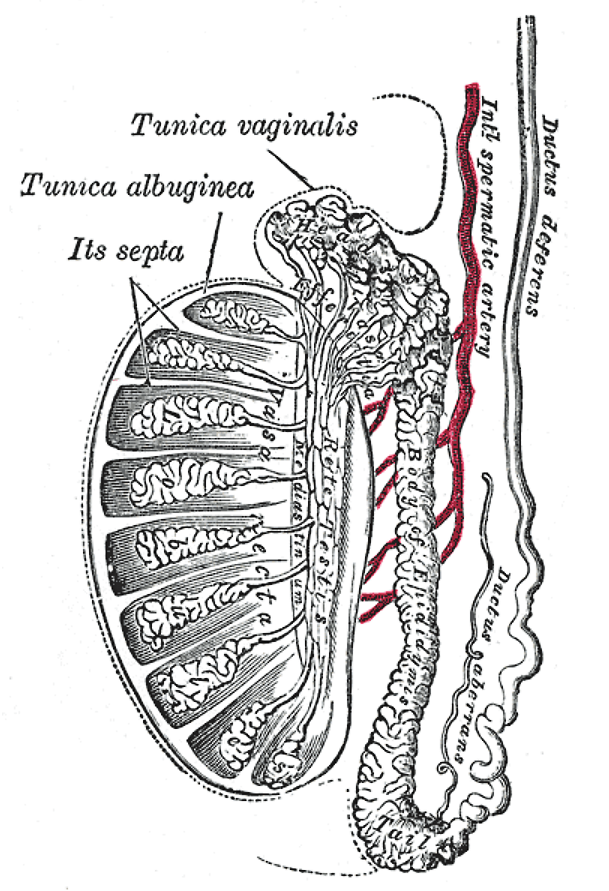
Sezione verticale del testicolo che mostra la disposizione reciproca dei dotti (Ductus deferens = Dotto deferente)

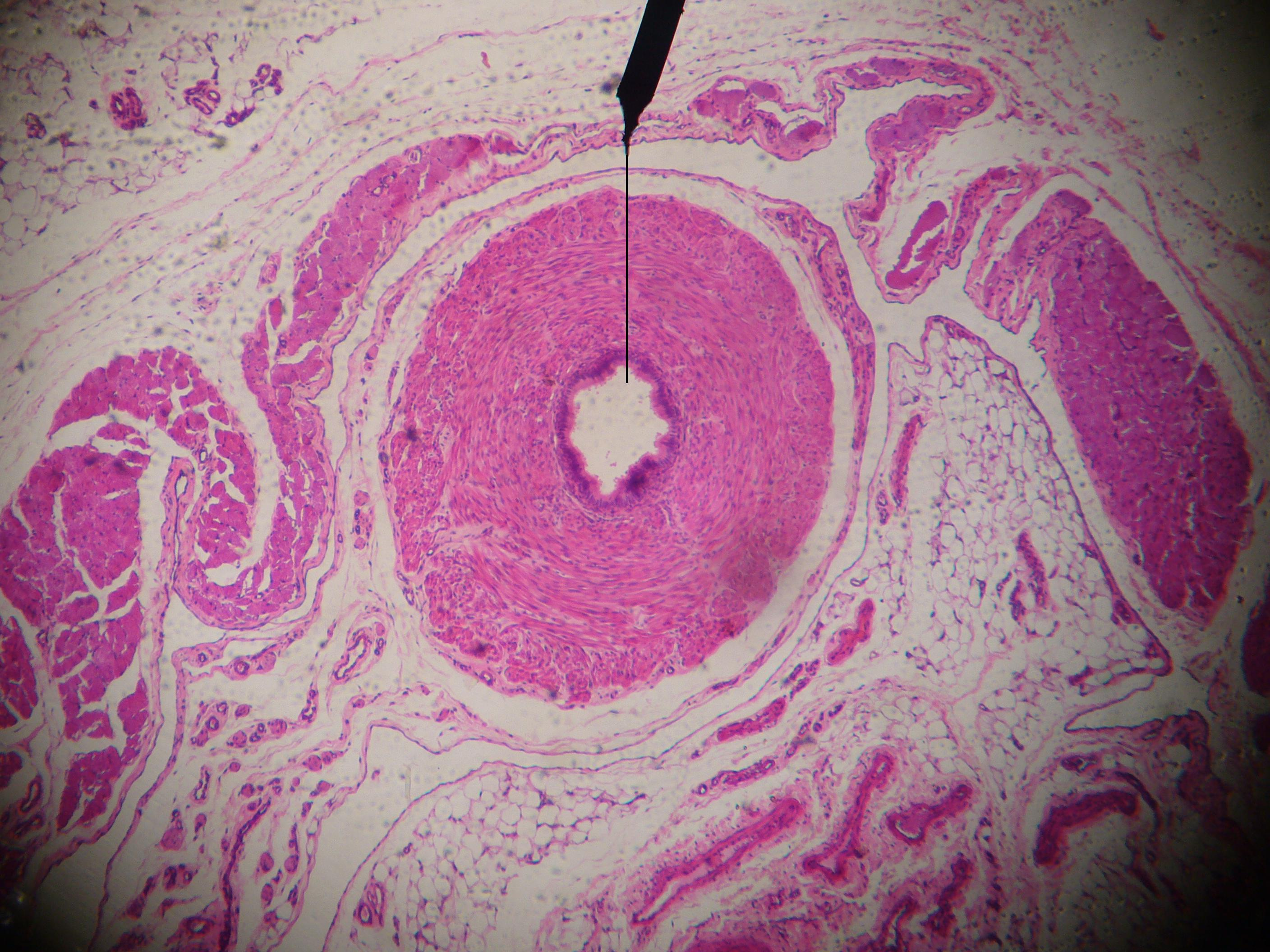
Dotto deferente al microscopio

Il dotto deferente o anche vaso o canale deferente è parte dell'apparato genitale maschile di alcune specie, compreso l'uomo. In condizioni fisiologiche, ogni individuo possiede due dotti deferenti, cioè vasi muscolari (circondati da muscolatura liscia) che collegano gli epididimi destro e sinistro ai dotti eiaculatori per veicolarvi lo sperma. Ognuno di questi dotti è lungo circa 30 centimetri. Fanno parte dei cordoni spermatici. Sono irrorati dalle arterie deferenziali.

## Anatomia macroscopica e microscopica
Il condotto fa seguito alla coda dell'epididimo e continua nel cordone spermatico. A livello della prostata si unisce al dotto della vescichetta seminale omolaterale. Nella sua parte terminale è presente l'ampolla deferenziale, un segmento dilatato e di aspetto mammellonato. La sua parete è, in generale, molto spessa.
La tonaca mucosa, di colore giallastro, si presenta sollevata in pieghe longitudinali che scompaiono alla distensione del condotto. Queste pieghe a livello dell'ampolla risultano irregolari e permanenti, sono inoltre variamente anastomizzate tra loro e formano cripte. L'epitelio di tipo cilindrico nell'ampolla non presenta le stereociglia tipiche delle altre porzioni del dotto. La tonaca propria è ricca di fibre elastiche.
La tonaca muscolare è composta da tre strati: longitudinale esterno, circolare intermedio e un altro strato longitudinale più internamente.
La tonaca avventizia è costituita da connettivo denso con fibre elastiche.

## Funzione durante l'eiaculazione
Durante l'eiaculazione la muscolatura liscia della parete del dotto si contrae di riflesso, promuovendo lo spostamento in avanti dello sperma. Lo sperma viene così trasferito dal dotto deferente all'uretra, che raccoglie i fluidi provenienti dalle ghiandole sessuali accessorie lungo il percorso.

## Vasectomia
La procedura di deferentectomia, popolarmente conosciuta come vasectomia, è un metodo contraccettivo nel quale i dotti deferenti vengono permanentemente recisi, con poche eccezioni. Una variante moderna, sempre conosciuta come vasectomia nonostante i dotti non vengano recisi, consiste nell'iniezione di materiale ostruttivo nei dotti per ostacolare il passaggio degli spermatozoi.